# Feriehem
Feriehem är en form av barnomsorg över sommaren som i Sverige startades i slutet av 1800-talet. De kom till vid en tid när mindre bemedlade barn från städer och tätorter ansågs behöva komma ut till landet över sommaren. På 1970-talet blev feriehem en del av den kommunala barnomsorgen.
Feriehem kallas de familjer på landsbygden som tar emot feriebarn över sommaren. De personer som tar om feriebarn kan kallas ferieföräldrar, feriefamiljer, feriemödrar och feriefäder. I likhet med familjehem och jourhem handlar det om privata familjer som tar hand om andra än biologiska barn i sina hem. Men det som kännetecknar feriehem är att feriehemsvistelser i regel är planerade, på förhand tidsbestämda samt förlagda till sommaren.
Fortfarande på 2000-talet finns det svenska kommuner och organisationer som anordnar vistelse i feriehem, men det har blivit vanligare att feriehem nu tar emot barn från andra länder. Feriehem har funnits i Danmark sedan 1850-talet och i Frankrike placerades barn i feriehem från 1880-talet.
Begreppet feriehem har i Sverige även haft en annan betydelse under 1900-talet, det var enligt Nordisk familjebok en ”plats på landet, där lägre statsfunktionärer m.fl. kunna tillbringa sin ledighet”.